# Anders Nørgaard
Anders Nørgaard (død 2000)
var en agent for Politiets Efterretningstjeneste (PET).
Han infiltrerede et venstrefløjsmiljø i Århus centreret om bogcafeen Regnbuen og senere det trotskistiske Socialistisk Arbejderparti i København i hvad PET betegnede som Operation Zeus.
Nørgaard havde selv henvendt sig til Helsingør Politi den 9. januar 1981.
Det var efter at han i 1978 havde deltaget i en "Vesttysklandsuge" på Århus Universitet og var som studerende fra Aalborg Universitetscenter indlogeret på Fronthuset i Mejlgade i Århus.
Der fik han forbindelse til personer i den centrale anarkistgruppe der sympatiserede med Rote Armee Fraktions brug af terror og som forsøgte at rekruttere ham.
Nørgaards kontakt til politiet i 1981 var ansporet af den række af hærværk og brandattentater der havde sket i Århus.
I slutningen af januar 1981 blev Nørgaard hvervet af PET.
I 1998 blev Nørgaards agentvirksomhed offentligt kendt da han trådte frem i Fak2erens udsendelse Den hemmelige Tjeneste.
Det førte til en offentlig debat om PET's metoder og den såkaldte Blå Rapport (Redegørelse vedrørende dele af PET’s virksomhed) fra marts 1998.
Samtidig med sin optræden i TV gav han flere interviews, og den 15. maj 1998 fremkom han i Ekstra Bladet med påstanden om at han havde arbejdet som agent provocateur ved at tilbyde sprængstoffer til folkene omkring Regnbuen på opfordring fra en medarbejder fra Rigspolitiets rejseafdeling.
Et helt bind af PET-Kommissionens rapport (bind 12) er brugt på "Operation Zeus".
Anders Nørgaard begik selvmord i 2000 i en alder af 45 år.